# CUS Catania
CUS Catania è il Centro Universitario Sportivo dell'Ateneo catanese. È stato fondato l'8 luglio 1947.
Il gruppo sportivo universitario etneo inizialmente si occupava solo di atletica, scherma, pallanuoto, rugby e pallacanestro. Tra il 1952 e il 1954 ha ricoperto la carica di presidente Candido Cannavò, che si sarebbe poi affermato come grande giornalista sportivo.
Nel 1998, in occasione delle celebrazioni per il 50º anniversario, il CUS ottenne dal CONI la Stella d'Oro al Merito Sportivo.
Negli anni ha conquistato vari successi, tra cui 13 scudetti nell'hockey, diversi Titoli Italiani e Mondiali nella Scherma, oltre a una Medaglia d'Oro e una di Bronzo all'Olimpiade di Los Angeles nel 1984, e una Medaglia d'Argento all'Olimpiade di Montréal nel 1976, sempre nella Scherma. 
Il CUS Catania è affiliato a sedici federazioni sportive.
Accanto all'attività agonistica il CUS Catania ha anche un ruolo nella vita sportiva universitaria di studenti provenienti da tutta la Sicilia. Attualmente più di 6.000 iscritti praticano attività sportiva nelle nuove strutture della Cittadella Universitaria di Via S. Sofia.
Il CUS Catania nel corso della sua storia ha organizzato manifestazioni sportive di rilevanza nazionale e internazionale: tra queste le Universiadi del 1997, i Campionati Italiani Universitari del 1964 e del 2005.
È stato diretto da Luigi Mazzone dal 2019 al 2025.

## Rugby
Fondata nel 1947, la squadra in passato ha giocato anche in Serie A, ottenendo dei buoni risultati. Nel 2003-04 retrocesse in Serie C. Guidata dal dirigente Nino Puleo e dall'allenatore Ignazio Vittorio, nel 2005-06 il Cus Catania tornò in Serie B, ottenendo una sudata, ma quanto mai meritata, salvezza nella stagione 2006/07.
Nell'anno successivo (2007/08) la squadra retrocesse, da questo momento solo piazzamenti per i rosso-azzurri.
Da sempre il Cus Catania ha sfornato talenti provenienti dal vivaio, soprattutto nel ruolo di Pilone, da questi sono emersi Andrea Lo Cicero, Salvatore Costanzo e Massimiliano Ravalle.

## Arrampicata Sportiva
La sezione di arrampicata sportiva al CUS Catania nasce dal grande impegno e la forte volontà di Francesco Catalano nel 1995, col supporto, qualche anno dopo, di Clara Maria Cristaudo.
Nel 1997 e nel 1998 il CUS Catania partecipa ed organizza una tappa di un circuito regionale che comprendeva le società di Siracusa, Ragusa e Catania.
Il 31 agosto 2003 organizza la prima tappa di Campionato Italiano Giovanissimi in Sicilia, famosa come "gara sulla spiaggia", svoltasi al Lido Universitario.
Il 2 maggio del 2004 il CUS Catania organizza, nella nuova struttura Boulder, la 1ª tappa del Mediterraneo Block.
Nel 2004 e nel 2005 il CUS Catania ha 3 giovani atleti in nazionale: Pistarà Eugenia, e i fratelli Valerio e Clara Zaffora.
Nel 2005 viene sviluppata e la messa in opera la nuova struttura di difficoltà, unica nel sud Italia per dimensioni.
L'arrampicata è ancora protagonista durante i Campionati Universitari di Catania del 2005.
Dal 2003 ad oggi il CUS Catania è sempre stato primo protagonista nell'organizzazione dei circuiti agonistici giovanili regionali e nazionali e soprattutto in prima linea per la divulgazione e la promozione dell'arrampicata sportiva nelle scuole, all'interno di grosse manifestazioni affiancando e supportando sempre la Delegazione F.A.S.I. Sicilia.
Nel 2007 l'atleta cusino Mirto Monaco vince il 1º posto alla finale nazionale giovanile nella specialità lead, organizzata a L'Aquila.
Nel 2008 viene organizzata per la prima volta in Sicilia la Finale nazionale giovanile U20 e U14 e la Finale di Coppa Italia giovanile con raduno e selezione della Nazionale Giovanile.
Nel 2008 l'atleta di punta Eugenia Pistarà a soli 14 anni vince la combinata ai Campionati Italiani Assoluti e il terzo posto nella velocità.
Nel 2009 in collaborazione con alcune nuove società F.A.S.I. siciliane (Ragni dello stretto Messina, Polisportiva Valverte, Ge.Co Ragusa) organizza il circuito agonistico Under-14 e Under-20 per la macro-regione Sud (Calabria e Sicilia).
Sempre nel 2009 la sezione di Arrampicata Sportiva Cus Catania collabora per l'organizzazione della "Corri Catania", promuovendo la manifestazione di solidarietà alle gare organizzate.
Nel 2009 viene organizzata la 1ª edizione del SiculamenteBlockati in collaborazione con l'azienda Siculamente, boulder contest amatoriale a coppie per tutti.
La Sezione di Arrampicata Sportiva Cus Catania a metà 2009 è la 6^ società d'Italia per tesserati.
Nel 2010 il Cus Catania in collaborazione con la FASI Sicilia e il responsabile montagna (Andrea Sisalli) del Decathlon Catania organizza il 1° Climbing Day manifestazioneche riscuote un enorme successo.
Nel 2011 il Cus Catania promuove l'arrampicata sportiva durante la Corri Catania, montando una struttura all'interno del "Corri Catania Village"; nello stesso anno riorganizza la seconda edizione del "Climbing Day" con l'aggiunta dei primi giochi sportivi studenteschi di arrampicata in Sicilia grazie sempre alla collaborazione con la FASI Sicilia e il responsabile montagna (Andrea Sisalli) del Decathlon Catania, con la partecipazione di numerosissime scuole.
Nello staff figurano:
- Clara Maria Cristaudo (Sport manager, Consigliere Cus Catania, Responsabile Sezione Agonistica Cus Catania Arrampicata, allenatore 3º livello e tirocinante 4º livello Europeo Coni /SNAQ, Delegato Regionale F.A.S.I. Sicilia, Consigliere Federale quadriennio 2008/2012).
- Andrea Sisalli (Responsabile Attività Giovanile Cus Catania Arrampicata, allenatore 2º livello Coni /SNAQ, Campione regionale 2009 Boulder, giudice 3º livello FASI).
- Davide Mandrà (consigliere Federale FASI 2010-2016, Campione regionale di tutte le specialità 2011, Tracciatore 2º livello boulder e 3º livello lead, allenatore 4º livello, Giudice 2º livello)
- Angelo Tambone (laurea in scienze motorie, allenatore 1º livello, giudice 1º livello)
- Tindaro Ferlazzo (laurea in scienze motorie, allenatore 3º livello, giudice regionale)
- Mirto Monaco (Tracciatore regionale, tecnico 1º livello, Atleta con grande esperienza regionale e nazionale, campione regionale assoluto 2010, vincitore finali nazionali giovanili 2007 l'Aquila nella specialità lead, staff Cus Catania)
- Lucia Truppia (Direttore di gara CUS Catania, Giudice nazionale 3º Livello e elaboratore dati, tecnico di 1º livello, staff Cus Catania)
- Massimiliano Alizzio (tecnico 1º livello, scienze motorie, giudice 1º livello, staff Cus Catania)
- Daniele Pennisi (tecnico 1º livello, atleta e staff Cus Catania, responsabile organizzativo eventi)
- Francesco Catalano (Consigliere Cus Catania dal 2001-2010, Istruttore Societario F.A.S.I., Delegato Regionale F.A.S.I. Sicilia anno 2003-2009, responsabile F.A.S.I. per il sud Italia 2005-2009).

Alcuni degli atleti di spicco: Eugenia Pistarà (3^ al campionato italiano assoluto velocità 2008, 1^ al campionato italiano assoluto 2008 nella combinata, 3^ alla finale nazionale giovanile di velocità 2009) Mirto Monaco (campione nazionale giovanile 2007 specialità lead, campione regionale assoluto 2006, 2007, 2010) Andrea Sisalli, Massimiliano Alizzio, Francesco Catalano, Silvia Abate, Bianca Granozzi, Giulio Scalia, Paolo Guardabasso, Alice Marcantonio, Cirelli Teresa, Clara Vinci, Manola Simone, Motta Asja, Andrea Di Guardo, Emilio Granozzi, Zaffora Adriano, Zaffora Valerio, Zaffora Clara, Francesco Di Mauro, Fabio Massi, Paolo Pennisi, Angelo Tambone, Daniele Pennisi.

## Hockey
Storicamente è il settore più importante del CUS. Quella femminile è la squadra con più vittorie del campionato nazionale dopo H.F. Lorenzoni Bra e Libertas San Saba Roma, con 7 scudetti nell'hockey su prato (cinque consecutivi durante le stagioni 1989-90, 1990-91, 1991-92, 1992-93 e 1993-94 e poi nel 1995-96) 2013-14)  e altri 6 nell'hockey indoor (nel 1979-80, nel 1984-85, nel 1987-88, nel 1990-91, nel 1992-93 e nel 1996-97). Ha inoltre conquistato per 5 volte ha conquistato la Coppa Italia su prato: nel 1990, nel 1995, nel 1996, nel 1997 e nel 2003. Alla fine della stagione 2003-04, il CUS ha perso la finale scudetto su prato contro l'H.C. Mori Villafranca. Nel 2005-06 la società partecipa alla Serie A1 (sia su prato che indoor).
La squadra maschile di hockey su prato milita in Serie A2 da alcune stagioni. Le due squadre giocano presso il campo Giuseppe Benedetto Dusmet.

## Pallavolo
La squadra di volley maschile iniziò ad allenarsi nei primi anni sessanta. Portata avanti da Luciano Abramo, nel 1969-70 partecipò alla Serie B. La stagione successiva arrivò la promozione in Serie A, con la vittoria di tutte le partite per 3-0. Per tre stagioni il CUS giocò nella massima divisione: nel 1971-72, nel 1974-75 e nel 1976-77. Fino al 1980 disputò la Serie A2, poi si dovette accontentare dei campionati minori. Oggi disputa il campionato di Serie B2.
La squadra femminile ha partecipato nel 2004 ai campionati nazionali del CUS, ma non ha una squadra di alto livello iscritta alla FIPAV.

## Pallacanestro

### Storia

Il Cus Catania juniores nel 1963-1964

Nel 1948 un gruppo di cestisti catanesi, già protagonisti con il Gruppo Universitario Fascista e il Giglio Bianco, inizia l'attività con il neonato Centro universitario sportivo etneo. La squadra veste una maglia biancazzurra e vince al primo anno il campionato assoluto siciliano e partecipa poi alla Serie C 1948-1949, qualificandosi per le semifinali e rimanendo esclusa dalla finale per decisione della Commissione tecnica federale. Dopo questa decisione, l'attività senior è sospesa. Nello stesso periodo, anche un gruppo di ragazze si lega alla formazione universitaria, allenate da Domenico Cassisi; partecipano prevalentemente a tornei locali (tra cui la Promozione) e le migliori sono selezionate per la Coppa Sicilia.
Con la crisi che attanaglia il Cus, bisogna attendere la fine degli anni cinquanta per rivedere una formazione senior maschile, in Promozione. Nel 1962-1963 fa una comparsa in B, ma retrocede subito. Continua poi l'attività fino al 1972, quando si trasferisce all'Istituto Leonardo da Vinci.

Il Cus Catania femminile nel 1967-1968

Intanto, Gianni Di Maria riapre la sezione femminile, basando la squadra sulle migliori cestiste dei campionati studenteschi: per tre anni (1966-1967, 1967-1968 e 1968-1969) il Cus partecipa alla Serie B, ottenendo il miglior risultato il secondo anno, con quattro vittorie e il penultimo posto. Da quel momento, però, la femminile non fa più attività regolare e si ripresenta solo in Serie C negli anni novanta.
Il Cus maschile, dopo molti anni di attività giovanile e Promozione, ritorna alla ribalta nel 1991-1992, con la promozione in Serie D. Due anni di campionato regionale e, con la riforma che porta allo sdoppiamento della Serie C, ottiene un ripescaggio in Serie C1. Per tre anni, dal 1994-1995 al 1996-1997, la formazione si salva con largo anticipo e si avvicina sempre ai play-off, senza però qualificarsi. Nel 1997-1998, con uno sponsor forte e una dirigenza rinnovata (a cui si avvicina Eduardo Capizzi, presidente della Cestistica Barcellona), la squadra si rinforza (con Mario Porto e Alberto Di Mauro, tra gli altri) e tenta il salto di categoria, ottenendolo però solo nel 1998-1999. Riportata la Serie B in città dopo 25 anni, anche se declassata rispetto a quella affrontata dallo Sport Club Catania, il Cus disputa due stagioni con la necessità di salvarsi, raggiungendo l'obiettivo il primo anno (con Željko Zečević in panchina, subentrato a Gaetano Russo), ma retrocedendo il secondo. Nel 2001-2002, in Serie C1, a un buon avvio corrisponde un disimpegno della dirigenza e lo sfaldamento del roster nel girone di ritorno e alla conseguente retrocessione e cessione del titolo al Cefalù.
L'attività riprende con una forte impronta giovanile attraverso il Cus Catania 2003, che disputa per alcuni anni Promozione e Serie D, torna in C2 e si lega al progetto della Pallacanestro Catania prima e del Basket Acireale poi, continuando comunque a privilegiare l'attività giovanile.
Nel 2025-2026 è inserita nel Girone P East di Serie C. 

### Cronistoria

#### Maschile
| Cronistoria del Centro Universitario Sportivo Catania (maschile) |
| --- |
| - 1933 · apre la sezione cestistica del Gruppo Universitario Fascista (G.U.F.) di Catania. - 1936-1937 · 4ª in Prima Divisione Sicilia. - 1937-1938 · 3ª nella XVII Zona B di Prima Divisione. - 1938-1939 · vince la seconda fase della Prima Divisione Sicilia, semifinalista nazionale, si iscrive in Serie B. - 1939-1940 · 5ª nel Girone D di Serie B. - 1940-1941 · 3ª nel VI Girone di Serie B. 2º nel X Girone Gruppo A di Prima Divisione. - 1947 · fondazione del Centro Universitario Sportivo (C.U.S.) di Catania. - 1947-1948 · 1º nel campionato siciliano. - 1948-1949 · 1° in Serie C. - 1950-1951 · nel Torneo d'Apertura. - 1952-1953 · nel Torneo d'Apertura. - 1956-1957 · CUS A e CUS B in Prima Divisione. - 1958-1959 · 4º in Promozione. - 1961-1962 · in Promozione. - 1962-1963 · 6° in Serie B. - 1963-1964 · in Serie C. - 1964-1965 · in Serie D. - 1965-1966 · in Serie D. - 1966-1967 · in Serie D. - 1967-1968 · in Serie D. - 1968-1969 · in Promozione. - 1969-1970 · 1° in Promozione. - 1970-1971 · in Serie D. - 1971-1972 · Ultimoda, in Serie D. - 1972-1975 · attività svolta come Leonardo da Vinci. - 1975-1976 · in Promozione. - 1976-1977 · in Promozione. - 1977-1978 · in Promozione/zona 47B - 1978-1979 · in Promozione/b. - 1983-1984 · in Promozione. - 1984-1985 · in Promozione. - 1985-1986 · in Promozione. - 1986-1987 · in Promozione. - 1987-1988 · in Promozione. - 1988-1989 · in Promozione. - 1990-1991 · in Promozione. - 1991-1992 · in Promozione. - 1992-1993 · in Serie D. - 1993-1994 · 4° in Serie D. - 1994-1995 · 4° in Serie C1. - 1995-1996 · 9° in Serie C1. - 1996-1997 · 5° in Serie C1. - 1997-1998 · Ina Assitalia, 4° in Serie C1. - 1998-1999 · Torre Tabita, 1° in Serie C1. - 1999-2000 · 10° in Serie B2. - 2000-2001 · 14° in Serie B2. - 2001-2002 · 11° in Serie C1. - 2003 · fondazione del CUS Dil. Basket Catania 2003. - 2003-2004 · in Promozione. - 2004-2005 · 6° in Promozione. - 2005-2006 · in Serie D. - 2006-2007 · 7° in Serie D. - 2007-2008 · 2° in Serie D. - 2008-2009 · 11° in Serie C2. - 2009-2010 · 14° in Serie C2. - 2010-2011 · 12° in Serie C2. - 2011-2012 · 5° in Serie C2. - 2012-2013 · 10° in Serie C2. - 2013-2014 · 5º in C2, 10º in Poule Promozione. - 2014-2015 · 5º in Serie C2. - 2015-2016 · 12º in Serie C Silver. - 2016-2017 · 14ª in Serie C Silver. - 2017-2018 · 12ª in Serie C Silver, vince i play-out. - 2018-2019 · 11ª in Serie C Silver, vince i play-out. - 2019-2020 · 10ª in Serie C Silver. - 2020-2021 · 5ª in Serie C Silver, quarti di finale play-off. - 2021-2022 · 6ª nel Girone Azzurro di C Gold, 13ª nel Girone Orologio, vince i play-out. - 2022-2023 · 9ª in Serie C Gold, semifinalista play-off. - 2023-2024 · 11ª nella Division H di Serie B Interregionale, 7ª nei Play-Out Sud, retrocessa in Serie C. - 2024-2025 · 5ª nel Girone Q di Serie C, quarti play-off. - 2025-2026 · nel Girone P East di Serie C. |

#### Femminile
| Cronistoria del Centro Universitario Sportivo Catania (femminile) |
| --- |
| - 1933 · apre la sezione cestistica del Gruppo Universitario Fascista (G.U.F.) di Catania. - 1940-1941 · nel Campionato Siciliano di Serie B. - 1947 · fondazione del Centro Universitario Sportivo (C.U.S.) di Catania. - 1948-1949 · in Promozione. - 1950-1951 · in Promozione. - 1963-1964 · attività giovanile. - 1965-1966 · 2º in Prima Divisione. - 1966-1967 · 5° in Serie B. - 1967-1968 · 5° in Serie B. - 1968-1969 · 6° in Serie B. - 1996-1997 · 10º in Serie C/orientale. - 1997-1998 · in Serie C. - 1998-1999 · in Serie C. - 1999-2000 · in Serie C. - 2000-2001 · in Serie C. - 2017-2018 · 3ª in Serie C, semifinalista play-off. - 2018-2019 · 1ª nel Girone Est di Serie C, perde lo spareggio promozione. - 2019-2020 · 3ª in Serie B. - 2020-2021 · 5ª in Serie C. |

### In carrozzina
La squadra di pallacanestro in carrozzina ha disputato per 12 stagioni consecutive il campionato di Serie B, ottenendo come migliori risultati un terzo posto nel 2015-'16 e un quinto posto nel 2017-'18. Due cestisti in carrozzina catanesi hanno giocato in Serie A dopo essere partiti dal CUS Catania: Ivan Messina (campione d'Italia con Giulianova nel 2022-'23) e Francesco D'Angelo.

## Pallamano
La sezione pallamano nasce negli anni 90 grazie all'interesse del professor Nino Condorelli che con una selezione di studenti pluripremiati a livello nazionale nei campionati studenteschi inizia le attività militando nel campionato regionale di serie C. Dopo alcuni anni di militanza in serie C, il collettivo etneo, grazie alla forte coesione del gruppo e alla lunga esperienza insieme ottiene l'importante promozione nel campionato regionale di serie B nell'anno 2000/2001. Grazie all'ingresso nel team di alcuni giocatori di esperienza provenienti da alcune prestigiose società siciliane, tra tutti Puzzo (C.C. Ortigia Siracusa) e Battiato (Pallamano Haenna), il team disputa degli ottimi tornei in serie B, raggiungendo una storica promozione in serie A2 al termine della stagione sportiva 2005-2006.

## Scherma
La scherma è un altro fiore all'occhiello del CUS Catania. In passato, vari atleti cusini hanno conquistato medaglie olimpiche: Angelo Arcidiacono, a Montréal 1976 (argento nella sciabola a squadre) e a Los Angeles 1984 (oro nella sciabola a squadre), Mino Ferro, a Los Angeles 1984 (bronzo nella spada a squadre), Paolo Pizzo argento nella spada a squadre di Rio 2016, Alberta Santuccio, bronzo nella spada a squadre di Tokio 2020 e oro nella stessa disciplina a Parigi 2024. La squadra maschile di spada partecipa da diversi anni al Campionato italiano di serie A1.
Nel corso degli anni inoltre sono state numerose le convocazioni di atleti cusini a Mondiali, Europei, Universiadi e ai Giochi del Mediterraneo, e numerosi sono stati i Titoli Italiani conquistati in tutte le categorie. Nel corso della sessantennale storia cusina si sono fatti luce, in competizioni nazionali e internazionali, Emilio Giardina, Alessandro Attanasio, i fratelli Beritelli, Migneco, Grasso, Russo, Paolo Di Loreto, Domenico Sperlinga. E ancora R. Fiaccavento, F. Russo, M. Cosentino, A. Ferri, S. Manzoni, V. Maugeri, P. Pizzo, A. Pulvirenti, Barbagallo. In seguito si segnala Angelo Arcidiacono (Medaglia d'Argento nella Sciabola a Squadre alle Olimpiadi di Montréal, Medaglia d'oro nella Sciabola a Squadre alle Olimpiadi di Los Angeles), seguito nel corso degli anni da Giuseppe Cirelli, Alessandro Di Bella, Eugenio Russo, Mino Ferro (Medaglia di bronzo nella Spada a Squadre alle Olimpiadi di Los Angeles), Ivan Lombardo (Campione del Mondo Cadetti nel 1989), i fratelli Pennisi, Marco Comelli, Luigi Mazzone e Paolo Pizzo. Anche in campo femminile la crescita delle lame cusine è esponenziale, in campo regionale e nazionale: Lidia Patti, Giovanna Ferro, Patrizia D'Antona, Tania Marchese, Stefania Di Loreto, Alberta Santuccio.

### Titoli Italiani Federali Categoria “Assoluti”
- Assoluti di Spada: Luigi Mazzone nel 2002
- Assoluti di “II Categoria” di Fioretto: Mino Ferro nel 1985
- Assoluti di “II categoria” di Spada: Luigi Mazzone nel 2002
- Assoluti di “III categoria” sia di Fioretto che di Spada: Mino Ferro nel 1979
- Assoluti di “III” Categoria” di Fioretto: Roberto Fiaccavento nel 1973
- Assoluti di “III” Categoria” di Spada: Domenico Cirelli nel 1960
- Assoluti di “IV” Categoria” di Fioretto: Roberto Fiaccavento nel 1972
- Assoluti di “IV categoria” sia di Fioretto che di Spada: Mino Ferro nel 1979
- Assoluti di "Coppa Italia” di Sciabola: Angelo Arcidiacono nel 1977
- Assoluti “Play off” di Spada: Luigi Mazzone nel 2004

### Titoli Italiani Federali Categoria “Giovani”, “Giovanetti” e “Allievi”
- Giovani di Spada: Stefania Di Loreto nel 2006
- Giovani di Spada a Squadre: Messina Giuseppe, Mazzone Luigi, Pennisi Riccardo, Grecuzzo Sergio nel 1991
- Giovani di Sciabola: Ivan Lombardo nel 1990
- Giovani di Sciabola: Angelo Arcidiacono nel 1974
- Giovani di Sciabola: Antonio Pulvirenti nel 1970
- Cadetti di Spada: Luigi Mazzone nel 1991
- Giovanetti di Spada Maschile: Marco Comelli nel 1985
- Giovanetti di Spada: Francesco Mannino nel 1962
- Allievi di Fioretto: Angelo Arcidiacono nel 1969

### Titoli Italiani “Gran Premio Giovanissimi”
- Giovanissimi di Fioretto: Sebastiano Manzoni nel 1964
- Ragazze di Spada: Camilla Jimenez Villa nel 1997
- Maschietti di Fioretto: Mino Ferro nel 1973
- Bambine di Spada: Rebecca Reina nel 2003
- Bambine di Spada: Alberta Santuccio nel 2005
- Giovanissimi di Fioretto: Andrea Enrico Sanfilippo nel 2008

### Titoli Italiani "Universitari" della Sezione Scherma
- Francesco Mannino di Spada nel 1966
- Paolo Di Loreto di Fioretto nel 1973 e nel 1974
- Angelo Arcidiacono di Sciabola nel 1975
- Domenico Patti di Sciabola nel 1980
- Mino Ferro di Fioretto nel 1987 e di Spada nel 1987, 1988, 1989, 1990
- Alessandro Pennisi di Spada nel 1992
- Alessandro Di Bella di Spada nel 1995
- Rosanna Fusco di Spada nel 1996
- Luigi Mazzone di Spada nel 2001
- Matteo Scamarda di Spada nel 2004 e nel 2006

### Migliori risultati della squadra di Spada Maschile ai Campionati Italiani Assoluti
- 2˚ posto a Torino nel 1983 (squadra: Cosimo Ferro, Giuseppe Cirelli, Paolo Mazzoleni, Domenico Sperlinga)
- 3˚ posto a Foggia 1989 (squadra: Marco Comelli, Alessandro Di Bella, Cosimo Ferro, Alessandro Pennisi)
- 3˚ posto a Mazara del Vallo nel 1991 (squadra: Marco Comelli, Alessandro Di Bella, Cosimo Ferro, Alessandro Pennisi, Eugenio Russo)
- 3˚ posto a Firenze nel 1999 (squadra: Alessandro Di Bella, Luigi Mazzone, Riccardo Pennisi, Matteo Scamarda)
- 4˚ posto a Roma nel 2003 (squadra: Luigi Mazzone, Marco Micale, Michele Partanni, Matteo Scamarda)
- 4˚ posto a Padova nel 2004 (squadra: Luigi Mazzone, Marco Micale, Marco Russo, Matteo Scamarda)
- 5˚ posto ad Assisi nel 2005 (squadra: Luigi Mazzone, Marco Micale, Marco Russo, Matteo Scamarda)
- 5˚ posto a Torino nel 2006 (squadra: Luigi Mazzone, Edoardo Becherucci, Sergio Parisi, Matteo Scamarda)
- 5˚ posto a Napoli nel 2007 (squadra: Luigi Mazzone, Marco Micale, Sergio Parisi, Matteo Scamarda)
- 5˚ posto a Siracusa nel 2010 (squadra: Cosimo Ferro, Emilio Lucenti, Luigi Mazzone, Matteo Scamarda)
- 7º posto a Livorno nel 2011 (squadra: Emilio Lucenti, Luigi Mazzone, Matteo Scamarda, Giacomo Sinatra)
- 8º posto a Bologna nel 2012 (squadra: Emilio Lucenti, Luigi Mazzone, Giacomo Scalzo, Matteo Scamarda)
- 4º posto a Trieste nel 2013 (squadra: Luigi Mazzone, Giacomo Scalzo, Matteo Scamarda, Giacomo Sinatra)

### Maestri della Sezione Scherma del Cus Catania
Prestigioso il novero dei tecnici che nel corso degli anni hanno allenato nella palestra del CUS, prima nella storica palestra di Piazza Pietro Lupo, e successivamente nella nuova e funzionale struttura della Cittadella Universitaria. Sono succeduti al Maestro Timmonieri, infatti, il Maestro Raffaele Manzoni, i fratelli Domenico e Gianni Sperlinga, ma anche blasonati tecnici stranieri, come lo sciabolatore Andrej Alchan e, dal 1996 al 2006, Victor Putyatin, il plurimedagliato fiorettista dell'URSS negli anni sessanta e settanta. Attualmente, allena la squadra di scherma del Cus la Maestra Giovanna Ferro, più volte Campionessa mondiale Maestri, coadiuvata dalla Maestra Rosanna Fusco e dall'Istruttore Nazionale Matteo Scamarda.

## Atletica
Fu fondata agli inizi degli anni cinquanta. L'attività nel 2006 è quasi esclusivamente in ambito giovanile. Tra i principali atleti si ricordano: Martina Milazzo, Lia Iuvara, Ketty Cipria, Giulia Serio, Carlo Tomasello, Dario La Camiola ed il velocissimo Santapaola Salvatore.

## Tennistavolo
Il CUS Catania nella Stagione 2009/2010 parteciperà ai Campionati Italiani a Squadre di Serie C1.
Ecco le formazioni con relativa classifica nazionale aggiornata al 31/01/2010.
La formazione di C1 è composta da:
| Atleta              | Classifica Nazionale |
| ------------------- | -------------------- |
| Farina Gianmarco    | 1363                 |
| Catrame Giorgio     | 1096                 |
| Giordano Bruno      | N.C.                 |
| Platania Fabio      | N.C.                 |
| Pitrè Claudio       | N.C.                 |
| Scaravilli Dario    | N.C.                 |
| D'Alessandro Cesare | N.C.                 |
| Bitetti Giacinto    | N.C.                 |

 Classifica Nazionale , su 89.97.250.72. URL consultato il 31 dicembre 2010.

## Altri sport
Le altre sezioni agonistiche sono l'arrampicata sportiva, la canoa, il canottaggio, la lotta, il tennis, il triathlon e la vela.

## Presidenti
- Reno Gentile (1946 - 1949)
- Francesco Paola (1949 - 1952)
- Candido Cannavò (1952 - 1954)
- Sante Granata (1954 - 1958)
- Giuseppe Padalino (1958 - 1959)
- Antonino Musmarra (1959 - 1961)
- Sandro Attanasio (1961 - 1965)
- Giovanni Zingali (1965 - 1971)
- Giovanni Arcidiacono (1971 - 1992)
- Cesare D'Alessandro (1992 - 1995)
- Federico Serra (1995 - 1997)
- Lucio Di Mauro (1997 - 1998)
- Michele Bevilacqua (1998 - 2000)
- Luca Di Mauro (2000 - 2017)
- Luigi Mazzone (commissario) e Orazio Arancio (vicecommissario) 2017 - 2019
- Luigi Mazzone (2019 - 2025)
- Massimo Oliveri[29] (dal 2025)